# Peter A. Diamond
Peter A. Diamond (sinh năm 1940) là một nhà kinh tế học. Giáo sư Peter A. Diamond sinh năm 1940 tại New York, Mỹ và hiện giảng dạy tại Học viện Công nghệ Massachusetts (MIT).

## Nghiên cứu tiêu biểu
- "Vai trò của Thuế thu nhập từ lợi tức - Incidence of an interest income tax," Journal of Economic Theory, Volume 2, Issue 3, September 1970, Pages 211-224.
- (co-author with Frank Mitchell) "Định giá của Hải quan và lựa chọn vận tải - Customs valuation and transport choice," Journal of International Economics, Volume 1, Issue 1, February 1971, Pages 119-126.
- "Một mô hình điều chỉnh giá - A model of price adjustment," Journal of Economic Theory, Volume 3, Issue 2, June 1971, Pages 156-168.
- (co-author with Joseph E. Stiglitz) "Tăng trong rủi ro và trạng thái tránh rủi ro - Increases in risk and in risk aversion," Journal of Economic Theory, Volume 8, Issue 3, July 1974, Pages 337-360.
- "Hướng tiếp cận mới trong so sánh ở trạng thái tĩnh - An alternative to steady-state comparisons," Economics Letters, Volume 5, Issue 1, 1980, Pages 7–9.
- (co-author with Eytan Sheshinski) "Các khía cạnh Kinh tế của lợi ích tối ưu cho người tàn tật - Economic aspects of optimal disability benefits," Journal of Public Economics, Volume 57, Issue 1, May 1995, Pages 1-23.
- (co-author with Courtney Coile, Jonathan Gruber, and Alain Jousten) "Trì hoãn trong đòi tiền an sinh xã hội - Delays in claiming social security benefits," Journal of Public Economics, Volume 84, Issue 3, June 2002, Pages 357-385.
- 9co-author with) Botond Köszegi"Quasi-hyperbolic discounting and retirement," Journal of Public Economics, Volume 87, Issues 9-10, September 2003, Pages 1839-1872.